# A Tang-kor háromszáz verse
A Tang-kor háromszáz verse (hagyományos kínai: 唐詩三百首; egyszerűsített kínai: 唐诗三百首; pinyin hangsúlyjelekkel: Tángshī sānbái shǒu; magyar népszerű: Tang-si szan-paj sou) a Tang-dinasztia korának (618 - 907) legjelentősebb költeményeit tartalmazó antológia, amelyet első ízben a Csing (Qing)-kori tudós irodalmár, Szun Csu (Sun Zhu) (1722-1778) (írói nevén: Hengtang Tuj-si (Hengtang Tuishi) 衡塘退士, vagyis „Hengtang visszavonult tudósa”) állított össze 1763-ban.

Számos későbbi kiadása is létezik, de 10-20 verssel mindegyik többet tartalmaz háromszáznál. A címben szereplő „háromszáz vers” tehát úgy értendő, hogy mintegy háromszáz költemény, ez pedig mennyiségében közel áll az első jelentős és nagy hatású antológia, a mintának tekintett Dalok könyve 305 verséhez, amelyet A háromszáz vers (Szan-paj si (Sanbai shi) 三百詩 / 三百诗) néven is emlegettek.
Szun Csu (Sun Zhu) elégedetlen volt a korábban létező és széles körben ismert antológiával, amelyet Liu Ko-csuang (Liu Kezhuang) 劉克莊 / 刘克庄 (1187–1269) állított össze az Északi Szung-dinasztia idején Ezer mester költeménye (Csien csia si (Qian jia shi) 千家詩 / 千家诗) címen, épp ezért új szempontok alapján, az egyes Tang-kori költemények népszerűségét és az oktatásban felhasználható értékét figyelembe véve válogatta össze a kötetben szereplő alkotásokat. A gyűjtemény már megszületésekor nagy népszerűségnek örvendett, s máig megtalálható majd mindegyik kínai család könyvtárában. Több mint két évszázada használják memoriterek megtanulására, sőt az írás és az olvasás gyakorlására. Az antológia tartalmazza az olyan legnagyobb, máig legjelentősebbnek tartott Tang-kori lírikusok alkotásait, mint Li Taj-po (Li Taibai), Tu Fu (Du Fu), Po Csü-ji (Bai Juyi), Vang Vej (Wang Wei), Han Jü (Han Yu), Tu Mu (Du Mu), Meng Hao-zsan (Meng Haoran), Li Sang-jin (Li Shangyin), Liu Csang-csing (Liu Changqing), Vang Csang-ling (Wang Changling) vagy Vej Jing-vu (Wei Yingwu). Az irodalomtudomány által a jelentőségét csak a 20. században felismert, fiatalon elhunyt, Tang-kori költőóriás, Li Ho (Li He) költeményei azonban nem szerepelnek a kötetben.

## Kategóriák
A Tang-kor háromszáz versének eredeti, mandzsu-kori kiadásában szereplő költemények hét különböző versforma szerint csoportosítva különböznek. Ez az oka annak, hogy a kötetben nem feltétlenül egymás után következnek egy-egy szerző alkotásai. Például, a kötetben magát a legtöbb költeménnyel, 39 darabbal képviselő Tu Fu (Du Fu) versei mindegyik csoportban megtalálhatók. A hét kategória a következő:
- Népdal stílusú költemények (jüe-fu (yuefu) 樂府 / 乐府)

Régi stílusú versek (ku-si (gushi) 古詩 / 古诗)
- Ötszótagos régi vers (vu jen ku-si (wu yan gushi) 五言古詩 / 五言古诗)
- Hétszótagos régi vers (csi jen ku-si (qi yan gushi) 七言古詩 / 七言古诗)

Új stílusú versek (csin-ti-si (jintishi) 近體詩 / 近体诗)
- Ötszótagos ritmikus vers (vu jen lü-si (wu yan lüshi) 五言律詩 / 五言律诗)
- Hétszótagos ritmikus vers (csi jen lü-si (qi yan lüshi) 七言律詩 / 五言律诗)
- Ötszótagos csüe-csü (jueju) (vu jen csüe-csü (wu yan jueju) 五言絕句 / 五言绝句)
- Hétszótagos csüe-csü (jueju) (csi jen csüe-csü (qi yan jueju) 七言絕句 / 七言绝句)

Az egyik, 317 költeményt tartalmazó kiadás alkotásai közül 90 régi stílusú, 227 pedig új stílusú vers.

## Az antológiában szereplő költők
A kötetben összesen 77 költőtől szerepel több-kevesebb alkotás. Az egykori válogatás szempontjai a mai irodalomtudományi, esztétikai ismeretek birtokában természetesen több szempontból megkérdőjelezhetők lennének, mivel a több alkotó mai szemmel vizsgálva, és az irodalomtörténeti jelentőségének szempontjából alul vagy felül reprezentált. Azonban épp ez hasznos segítséget nyújthat egyik-másik Tang-kori művész 18. századi jelentőségének megítéléséhez.

A versek száma alapján legnépszerűbbnek mondható költők Tu Fu (Du Fu) 39 és Li Taj-po (Li Taibai) 34 költeménnyel. A modern irodalomtudomány ez utóbbit tartja a legjelentősebb Tang-kori lírikusnak. Több mint húsz verse szerepel az antológiában Vang Vej (Wang Wei)nek (29) és Li Sang-jin (Li Shangyin)nek (24), akik a mai értékelés szerint is kiváló költők voltak, de semmiképpen nem olyan jelentősek, mint például Po Csü-ji (Baj Juyi), akinek a válogatásba mindössze csak 6 verse került be. Jelentőségéhez képest hasonlóan alulreprezentált továbbá Liu Cung-jüan (Liu Zongyuan) is, akinek csak 5 verse olvasható a kötetben. Mindezek mellett igen nagy számban találhatók olyan költők, pontosan 52, akik mindössze 1-2 versükkel képviseltetik magukat. Közülük sokak nevét csak amiatt tartja számon az irodalomtörténet, mert szerepelnek ebben az antológiában.

Több olyan jelentős, kiemelkedő Tang-kori költő egyetlen verse sem került beválogatásra, akiknek a jelentőségét csak később ismerte fel az irodalomtudomány. Ilyen például Li Ho (Li He) vagy a Japánban, és leginkább a nyugati világban népszerű remeteköltő, Han-san (Hanshan).
| Név                      | Hagyományos kínai | Egyszerűsített kínai | Pinyin átírás     | Évszám                   | Művei száma |
| ------------------------ | ----------------- | -------------------- | ----------------- | ------------------------ | ----------- |
| Cen Can vagy Cen Sen     | 岑參              | 岑參                 | Cén Cān           | 715-770                  | 7           |
| Cu Jung                  | 祖詠              | 祖咏                 | Zǔ Yǒng           | a 8. század első fele    | 2           |
| Cuj Hao                  | 崔顥              | 崔颢                 | Cuī Hào           | 704？-754                | 4           |
| Cuj Su                   | 崔曙              | 崔曙                 | Cuī Shǔ           | 704-739                  | 1           |
| Cuj Tu                   | 崔塗              | 崔涂                 | Cuī Tú            | 854 – ?                  | 2           |
| Csang Csi                | 張繼              | 张继                 | Zhāng Jì          | 8. század                | 1           |
| Csang Csi                | 張籍              | 张籍                 | Zhāng Jí          | 766 - kb. 830            | 1           |
| Csang Csiao              | 張喬              | 张乔                 | Zhāng Qiáo        | a 9. század második fele | 1           |
| Csang Csien              | 常建              | 常建                 | Zháng Jiàn        | 8. század eleje          | 2           |
| Csang Csiu-ling          | 張九齡            | 张九龄               | Zháng Jiǔlíng     | 673-740                  | 5           |
| Csang Hszü               | 張旭              | 张旭                 | Zhāng Xù          | a 8. század              | 1           |
| Csang Hu                 | 張祜              | 张祜                 | Zhāng Hù          | kb. 792 - kb. 853        | 5           |
| Csang Pi                 | 張泌              | 张泌                 | Zhāng Bì          | 9. század                | 1           |
| Csen Ce-ang              | 陳子昂            | 陈子昂               | Chén Zĭáng        | 661/656-702              | 1           |
| Csen Tao                 | 陳陶              | 陈陶                 | Chén Táo          | 824-882                  | 1           |
| Cseng Tien               | 鄭畋              | 郑畋                 | Zhèng Tián        | a 9. század közepe       | 1           |
| Csi-vu Csien             | 綦毋潛            | 綦毋潜               | Qíwú Qián         | kb. 691-756              | 1           |
| Csia Tao                 | 賈島              | 贾岛                 | Jiǎ Dǎo           | 779–843                  | 1           |
| Csien Csi                | 錢起              | 钱起                 | Qián Qǐ           | 710 -782                 | 3           |
| Csin Csang-hszü          | 金昌緒            | 金昌绪               | Jīn Chāngxù       | ?                        | 1           |
| Csin Tao-jü              | 秦韜玉            | 秦韬玉               | Qín Tāoyù         | ?                        | 1           |
| Csiu Vej                 | 邱為              | 邱为                 | Qiū Wéi           | 694-789?                 | 1           |
| Csu Csing-jü             | 朱慶餘            | 朱庆余               | Zhū Qìngyú        | a 9. század első fele    | 2           |
| Csüan Tö-jü              | 權德輿            | 权德舆               | Quán Déyú         | 759-818                  | 1           |
| Han Hung                 | 韓翃              | 韩翃                 | Hán Hóng          | a 8. század közepe       | 3           |
| Han Jü                   | 韓愈              | 韩愈                 | Hán Yù            | 768–824                  | 4           |
| Han Vu                   | 韓偓              | 韩偓                 | Hán Wò            | 844-923                  | 1           |
| Ho Cse-csang             | 賀知章            | 贺知章               | Hè Zhīzhāng       | kb. 659–744              | 1           |
| Hszi-pi-zsen             | 西鄙人            | 西鄙人               | xībǐrén           | ?                        | 1           |
| Hszü Hun                 | 許渾              | 许浑                 | Xǔ Hún            | a 9. század első fele    | 2           |
| Hszüe Feng               | 薛逢              | 薛逢                 | Xuē Féng          | 806-876                  | 1           |
| Huang-fu Zsan            | 皇甫冉            | 皇甫冉               | Huángfǔ Rǎn       | 716-769                  | 1           |
| Ismeretlen               | 無名氏            | 无名氏               | wúmíngshì         | ?                        | 1           |
| Jüan Csen                | 元稹              | 元稹                 | Yuán Zhěn         | 779 – 831                | 4           |
| Jüan Csie                | 元結              | 元结                 | Yuán Jiē          | 723-772                  | 2           |
| Kao Si                   | 高適              | 高适                 | Gāo Shì           | ? – 765                  | 2           |
| Ku Kuang                 | 顧況              | 顾况                 | Gù Kuàng          | kb. 727— kb. 815         | 1           |
| Li Csi                   | 李頎              | 李颀                 | Lǐ Qí             | 690-751                  | 7           |
| Li Ji                    | 李益              | 李益                 | Lǐ Yì             | kb. 770-827              | 3           |
| Li Paj vagy (Li Po)      | 李白              | 李白                 | Lǐ Bái vagy Lǐ Bó | 701-762                  | 34          |
| Li Pin                   | 李頻              | 李频                 | Lǐ Pín            | a 9. század második fele | 1           |
| Li Sang-jin              | 李商隱            | 李商隐               | Lǐ Shāngyǐn       | kb. 813–858              | 24          |
| Li Tuan                  | 李端              | 李端                 | Lǐ Duān           | 743-782                  | 1           |
| Liu Cung-jüan            | 柳宗元            | 柳宗元               | Liǔ Zōngyuán      | 773–819                  | 5           |
| Liu Csang-csing          | 劉長卿            | 刘长卿               | Liú Chángqīng     | 709-785                  | 11          |
| Liu Csi-hszü             | 劉脊虛            | 刘脊虚               | Liú Jǐxū          | ?                        | 1           |
| Liu Csung-jung           | 柳中庸            | 柳中庸               | Liǔ Zhōngyōng     | ? — kb. 775              | 1           |
| Liu Fang-ping            | 劉方平            | 刘方平               | Liú Fāngpíng      | a 8. század első fele    | 2           |
| Liu Jü-hszi              | 劉禹錫            | 刘禹锡               | Liú Yǔxī          | 772–842                  | 4           |
| Lo Pin-vang              | 駱賓王            | 骆宾王               | Luò Bīnwáng       | kb. 640 – 684            | 1           |
| Lu Lun                   | 盧綸              | 卢纶                 | Lú Lún            | 739-799                  | 6           |
| Ma Taj                   | 馬戴              | 马戴                 | Mǎ Dài            | 799—869                  | 2           |
| Meng Csiao               | 孟郊              | 孟郊                 | Mèng Jiāo         | 751-814                  | 2           |
| Meng Hao-zsan            | 孟浩然            | 孟浩然               | Mèng Hàorán       | 689 vagy 691 - 740       | 15          |
| Pej Ti                   | 裴迪              | 裴迪                 | Péi Dí            | kb. 716 – ?              | 1           |
| Po Csü-ji                | 白居易            | 白居易               | Bái Jūyì          | 772–846                  | 6           |
| Sen Csüan-csi            | 沈佺期            | 沈佺期               | Shěn Quánqí       | (kb. 650 – 729           | 2           |
| Sze-kung Su              | 司空曙            | 司空曙               | Sīkōng Shǔ        | kb. 720 - kb. 790        | 3           |
| Szeng Csiao-zsan         | 僧皎然            | 僧皎然               | Sēng Jiǎorán      | ?                        | 1           |
| Szung Cse-ven            | 宋之問            | 宋之问               | Sòng Zhīwèn       | kb. 660- kb. 710         | 1           |
| Taj Su-lun               | 戴叔倫            | 戴叔伦               | Dài Shūlún        | 732—789                  | 1           |
| Tang Hszüan-cung császár | 唐玄宗            | 唐玄宗               | Táng Xuánzōng     | 685-762                  | 1           |
| Tu Csiu-niang            | 杜秋娘            | 杜秋娘               | Dù Qiūniáng       | a 9. század első fele    | 1           |
| Tu Fu                    | 杜甫              | 杜甫                 | Dù Fǔ             | 712–770                  | 39          |
| Tu Hszün-ho              | 杜荀鶴            | 杜荀鹤               | Dù Xúnhè          | 846-904                  | 1           |
| Tu Mu                    | 杜牧              | 杜牧                 | Dù Mù             | 803—852                  | 10          |
| Tu Sen-jen               | 杜審言            | 杜審言               | Dù Shěnyán        | kb. 646 – ?              | 1           |
| Vang Csang-ling          | 王昌齡            | 王昌龄               | Wáng Chānglíng    | 698–756                  | 8           |
| Vang Cse-huan            | 王之渙            | 王之涣               | Wáng Zhīhuàn      | 688-742                  | 2           |
| Vang Csien               | 王建              | 王建                 | Wáng Jiàn         | ? – kb. 830              | 1           |
| Vang Han                 | 王翰              | 王翰                 | Wáng Hàn          | a 8. század első fele    | 1           |
| Vang Po                  | 王勃              | 王勃                 | Wáng Bó           | kb. 649–676              | 1           |
| Vang Van                 | 王灣              | 王灣                 | Wáng Wān          | 693-751                  | 1           |
| Vang Vej                 | 王維              | 王维                 | Wáng Wéi          | 699-759                  | 29          |
| Vej Csuang               | 韋莊              | 韦庄                 | Wéi Zhuāng        | 836–910                  | 2           |
| Vej Jing-vu              | 韋應物            | 韦应物               | Wéi Yìngwù        | 737 -792                 | 12          |
| Ven Ting-jün             | 溫庭筠            | 温庭筠               | Wēn Tīngyūn       | 812-870                  | 4           |

## Fordításai
A kötet első legjelentősebb teljes fordítása az amerikai költő, Witter Bynner (1881-1968) és a kínai Csiang Kang-hu (Jiang Kanghu) 江亢虎 (1883-1954) nevéhez fűződik, akiknek angol fordítása The Jade Mountain („A Jáde-hegy”) címen 1929-ben jelent meg először. A mára legendássá vált kínai versfordításaihoz ezt az angol változatot vette alapul Kosztolányi Dezső is, aki a kötet számos versét magyarra fordította. A teljes kötetnek soha nem jelent meg magyar fordítása, sőt a benne szereplő költemények közül soknak máig nem is létezik fordítása. Kosztolányin kívül, az antológiában szereplő versek közül több-kevesebb alkotást fordított még Ágner Lajos, Weöres Sándor, Faludy György, Szerdahelyi István és mások.